# Светски трговински центар (1973—2001)
Светски трговински центар (СТЦ) у Њујорку је био комплекс седам зграда око централног трга, близу јужног краја Менхетна. Две велике куле близнакиње (завршене између 1970. и 1972. године) пројектовао је Минору Јамасаки (1912-1986). Са 417 и 415 m висине представљале су највише зграде на свету, док их 1973. године није надмашила кула Сирс у Чикагу. Куле су биле препознатљиве по једноставним светлосним украсима у комбинацији са подземном конструкцијом. Године 1993, бомба коју су подметнули терористи експлодирала је у подземној гаражи, и тада је погинуло неколико људи, а повређено око хиљаду. Много већи напад догодио се 11. септембра 2001. године, када је прво зграда број један, а затим и зграда број два Светског трговинског центра погођена отетим путничким авионом који су улетели у њих. Убрзо након тога две оштећене куле су се, заједно с околним зградама, срушиле и претвориле у гомилу рушевина док су преосталих пет оштећене до непоправљивости. Зграда Светски трговински центар седам се такође срушила. Напади су - најсмртоноснији терористички напади у историји - однели 2.996 живота, а на хиљаде људи је повређено.

## Дизајн, конструкција и критика

### Пројектовање
Дана 20. септембра 1962, Лучка управа је објавила избор Минору Јамасакија за главног архитекту и Емери Рот & Санс за помоћне архитекте. Јамасаки је осмислио план за инкорпорацију кула близанаца. Његов првобитни план предвиђао је да торњеви буду високи 80 спратова, али да би се испунили захтеви Лучке управе за 10.000.000 sq ft (930.000 m2) пословног простора, свака зграда би требала да буде висока по 110 спратова.
Jамасакијев пројекат Светског трговинског центра, представљен јавности 18. јануара 1964. године, захтевао је квадратни план димензија приближно 208 ft (63 m) са сваке стране. Зграде су пројектоване са уским канцеларијским прозорима ширине 18 in (46 cm), што је одражавало Јамасакијев страх од висине као и његову жељу да се станари зграда осећају сигурно. Његов дизајн обухватао је фасаде зграда пресвучене алуминијумском легуром. Светски трговински центар био је једна од најупечатљивијих америчких примена архитектонске етике Ле Корбизјеа и представљао је израз Јамасакијевих готичких модернистичких тенденција. Такође га је инспирисала арапска архитектура, чије је елементе инкорпорирао у дизајн зграде, јер је претходно са Саудијском групом Бинладин дизајнирао међународни аеродром Дахран у Саудијској Арабији.

## Зграде Светског трговинског центра
- Светски трговински центар 1 (Северна Зграда)
- Светски трговински центар 2 (Јужна Зграда)
- Мериот СТЦ хотел (Светски Трговински Центар 3)
- Светски трговински центар 4
- Светски трговински центар 5
- Светски трговински центар 6 (Зграда царине САД)
- Светски трговински центар 7

### Слике
- Светски трговински центар — Минору Јамасаки — Great Buildings Online
- Погледи са врха СТЦ
- Слике
- Светски трговински центар у Њујорку: Жива архива

### Остале спољашње везе
- Тродимензионални Светски трговински центар
- Врх света Архивирано на веб-сајту  (17. март 2006)
- Поновна изградња Светског трговинског центра Архивирано на веб-сајту  (11. јун 2004)

### Вебкамере
- Поглед на место где је некада био Светски трговински центар - Ground Zero Webcams Архивирано на веб-сајту  (13. октобар 2005)